# Ghada Shouaa
Ghada Shouaa - (10 de septiembre de 1972 en Muhardeh, Siria) Atleta siria especialista en pruebas combinadas que fue campeona olímpica de heptatlón en los Juegos de Atlanta 1996 y campeona mundial en Gotemburgo 1995.
Shouaa empezó en el deporte como jugadora del baloncesto (mide 1.87 m), y estuvo varios años en el equipo nacional de su país, hasta que decidió probar suerte en el atletismo.
Participó en su primer heptatlón en 1991, y pocos meses después participó en los Campeonatos del Mundo de Tokio, donde acabó en una de las últimas posiciones. Ese año ganó la medalla de plata en los Campeonatos de Asia celebrados en Kuala Lumpur.
Participó en los Juegos Olímpicos de Barcelona 1992, aunque no pudo concluir la prueba debido a una lesión. 
En 1993 se proclamó campeona de Asia en Manila, y en 1994 ganó el oro en los XII Juegos Asiáticos de Hiroshima.
Su salto a la élite mundial se produjo en 1995. En la prestigiosa Reunión de Götzis, celebrada todos los años en Austria a finales de mayo, logró la victoria con una marca de 6.715 puntos, que fue la mejor marca mundial del año.
En agosto de ese año ganó la medalla de oro en los  Campeonatos del Mundo de Gotemburgo, donde la otra favorita, la alemana Sabine Braun tuvo que abandonar por una lesión.
En 1996 volvió a ganar en la Reunión de Götzis haciendo su mejor marca personal, récord de Asia y la mejor marca del mundo ese año con 6.942 puntos, casi 300 puntos más que la segunda clasificada, la británica Denise Lewis.
En momento más importante de su carrera llegaría en los Juegos Olímpicos de Atlanta. La prueba de heptalón tuvo lugar los días 27 y 28 de julio y Shouaa partía como principal favorita. Finamente obtuvo una cómoda victoria con 6.780 puntos. La plata fue para la bielorrusa Natasha Sazanovich (6.563 puntos) y el bronce para la británica Denise Lewis (6.489 puntos) Esta era la primera medalla de oro olímpica en la historia de Siria. Las marcas de Shouaa en las diferentes pruebas fueron estas:
| Prueba                  | Marca   |
| ----------------------- | ------- |
| 100 metros vallas       | 13,72   |
| Salto de altura         | 1.86    |
| Lanzamiento de peso     | 15.95   |
| 200 metros              | 23,85   |
| Salto de longitud       | 6.26    |
| Lanzamiento de jabalina | 55.70   |
| 800 metros              | 2:15,43 |

En 1997 sufrió una grave lesión que le hizo estar alejada de las pistas durante dos años. Reapareció en 1999, ganando dos medallas de oro (salto de altura y lanzamiento de jabalina) y dos de plata (salto de longitud y lanzamiento de peso) en los Juegos Panarábigos celebrados en Irbid, Jordania. Ese mismo año ganó la medalla de bronce de heptatlón en los Campeonatos del Mundo de Sevilla, donde venció la francesa Eunice Barber.
Estuvo presente en los Juegos Olímpicos de Sídney 2000 intentando defender su título olímpico, pero sufrió una lesión en la primera prueba (los 100 m vallas) y tuvo que abandonar. Tras esta decepción, decidió retirarse del atletismo.

## Resultados
| Año  | Competición           | Lugar      | Puesto | Marca        |
| ---- | --------------------- | ---------- | ------ | ------------ |
| 1991 | Campeonatos del Mundo | Tokio      | 24ª    | 5.066 puntos |
| 1992 | Juegos Olímpicos      | Barcelona  | 25.ª   | 5.278 puntos |
| 1995 | Campeonatos del Mundo | Gotemburgo | 1.ª    | 6.651 puntos |
| 1996 | Juegos Olímpicos      | Atlanta    | 1.ª    | 6.780 puntos |
| 1999 | Campeonatos del Mundo | Sevilla    | 3.ª    | 6.500 puntos |

## Marcas personales
- Heptatlón - 6.942 (Götzis, 26 de mayo de 1996)
- 100 metros vallas - 13,72 (Atlanta, 27 Jul 1996)
- Salto de altura - 1.87 (Götzis, 26 de mayo de 1996)
- Lanzamiento de peso - 16.25 (Irbid, 12 Ago 1999)
- 200 metros - 23,78 (Götzis, 26 de mayo de 1996)
- Salto de longitud - 6.77 (Götzis, 26 de mayo de 1996)
- Lanzamiento de jabalina - 54.82 (Sevilla, 22 Ago 1999)
- 800 metros - 2:11,34 (1993)